# Фитингоф, Генрих фон
Генрих Готфрид Отто Рихард фон  Фитингоф-Шель (нем. Heinrich Gottfried Otto Richard von Vietinghoff genannt Scheel; 6 декабря 1887, Майнц — 23 февраля 1952, Пфронтен) — немецкий военный деятель. Генерал-полковник (1 сентября 1943).

## Начало карьеры
Представитель немецкой ветви рода Фитингоф-Шель, который имел также русскую ветвь. Родился в 1887 году в Майнце.
Службу начал в 1906 году. Участвовал в Первой мировой войне, затем служил в рейхсвере.
В 1933 году полковник, начальник Отдела обороны страны Имперского Военного министерства.

## Служба в Третьем рейхе
С 24 ноября 1938 года командир 5-й танковой дивизии.
Участвовал во главе дивизии в начавшейся войне с Польшей в сентябре 1939 года.
С 26 октября 1939 года по октябрь 1940 года командир XIII армейского корпуса. Участник Французской кампании 1940 года, по итогам которой награждён рыцарским крестом. 1 июня 1940 года произведён в генералы танковых войск.
С 1 ноября 1940 года командир XLVI моторизованного корпуса, участвовал в боях с югославской армией.
После нападения на СССР вместе с корпусом воевал в составе группы армий «Центр» и «Север».
С 1 сентября по 1 декабря 1942 года временно замещал генерал-полковника Вальтера Моделя на посту командующего 9-й армией.
С 1 декабря 1942 года по 5 августа 1943 года командующий 15-й армией на Западе.
С 15 августа по 24 октября 1943 года и с 31 декабря 1943 года по 24 октября 1944 года командующий вновь созданной в Италии 10-й армией.
С 24 октября 1944 года по 13 января 1945 года командующий всеми войсками в Италии (командующий группой армий «C»).
С 30 января 1945 года командующий группой армий «Курляндия».
В марте 1945 года командующий войсками на Юго-Западе.
2 мая 1945 года капитулировал перед союзным войсками в Северной Италии.
После этого 2,5 года находился в британском плену.
После возвращения на родину привлекался Аденауэром в качестве эксперта при воссоздании вооружённых сил в Западной Германии. Был одним из подписавших Химмеродский меморандум.

## Награды
За Первую мировую войну:
- Железный крест 2-го класса
- Железный крест 1-го класса
- Рыцарский крест ордена Дома Гогенцоллернов с мечами
- Орден Альбрехта 1-го класса с мечами (Королевство Саксония)
- Крест военных заслуг 2-го класса (Великое герцогство Мекленбург-Шверин)
- Крест «За заслуги на войне» (Саксен-Мейнинген)
- Ганзейский крест (Любек)
- Орден Железной короны 3-го класса с военным отличием (Австро-Венгрия)
- Крест «За военные заслуги» 3-го класса с военным отличием (Австро-Венгрия)
- Железный полумесяц (Османская империя)
- Орден «За военные заслуги» офицерский крест (Болгария)
- Нагрудный знак «За ранение» (1918)

За Вторую мировую войну:
- Медаль «За выслугу лет в вермахте» 4-го, 3-го, 2-го и 1-го класса
- Пряжка к Железному кресту 2-го и 1-го класса
- Нагрудный знак «За танковую атаку» в серебре
- Рыцарский крест Железного креста (24 июня 1940)
  - Дубовые листья к Рыцарскому кресту Железного креста (№ 456 от 16 апреля 1944)
- Медаль «За зимнюю кампанию на Востоке 1941/42»
- Немецкий крест в золоте (22 апреля 1942)